# Особняк Ивана Терещенко
Особняк Ивана Николаевича Терещенко — памятник истории и архитектуры Киева, расположенный на бульваре Тараса Шевченко (бывш. Бибиковский бульвар), д. 34, на пересечении с улицей М. Коцюбинского. Здание в основном двухэтажное, лишь угловая башня с одной комнатой повышена до трёх этажей. Угол акцентирован прямоугольным в плане эркером на втором этаже. Парадный вход в дом расположен со стороны бульвара Тараса Шевченко, причём один фасад особняка (главный) сориентирован на бульвар, а другой (боковой) — на улицу Михаила Коцюбинского.

## История особняка
Особняк построен для жены коллежского асессора, помещицы Фелиции Адамовны Модзелевской в 1874 году. Строительство велось под руководством архитектора-художника, выпускника Императорской академии художеств В. Якунина. О творчестве Якунина известно немного — только несколько его построек в стиле неоренессанс.
В 1879 году усадьба перешла к отставному корнету гвардии Ивану Николаевичу Терещенко, старшему сыну известного мецената Николая Артемиевича Терещенко.
В декабре 1917 года особняк был национализирован и передан для нужд Генерального секретариата путей сообщения Центральной рады.
Сейчас здание в аварийном состоянии и требует реставрации.

## Коллекция искусства
В коллекции Терещенко, размещённой в особняке, хранились рисунки Павла Федотова, работы Василия Верещагина, Михаила Врубеля, живописные работы и офорты Льва Жемчужникова и других художников. После смерти Ивана Николаевича в 1903 году владельцами коллекции стали его вдова и сын Михаил, который продолжал её пополнять.
Судьба коллекции оказалась трагической: после национализиации особняка вся коллекция и домашние вещи были снесены в две комнаты, на чердак и в ванные комнаты.
В январе 1918 года Киев горел от артобстрела красных войск под командованием Михаила Муравьёва. Искусствовед Фёдор Эрнст писал о тех памятных январских днях, когда большевики овладели Киевом. Тогда погибло много сокровищ Киева, среди них большинство коллекций И. Н. Терещенко. Эрнст подробно описал остатки замечательных полотен первоклассных художников, разорванных на куски или бездумно уничтоженных ударами сабель и ножей. Было украдено и уничтожено 40 картин разных мастеров русской школы, 188 этюдов и эскизов Верещагина и много других работ признанных мастеров.
Позже всё, что сохранилось и не было вывезено наследниками Ивана Николаевича в Петроград, соединилось с собранием Фёдора Артемовича Терещенко в Киевском музее русского искусства.

## Архитектура здания

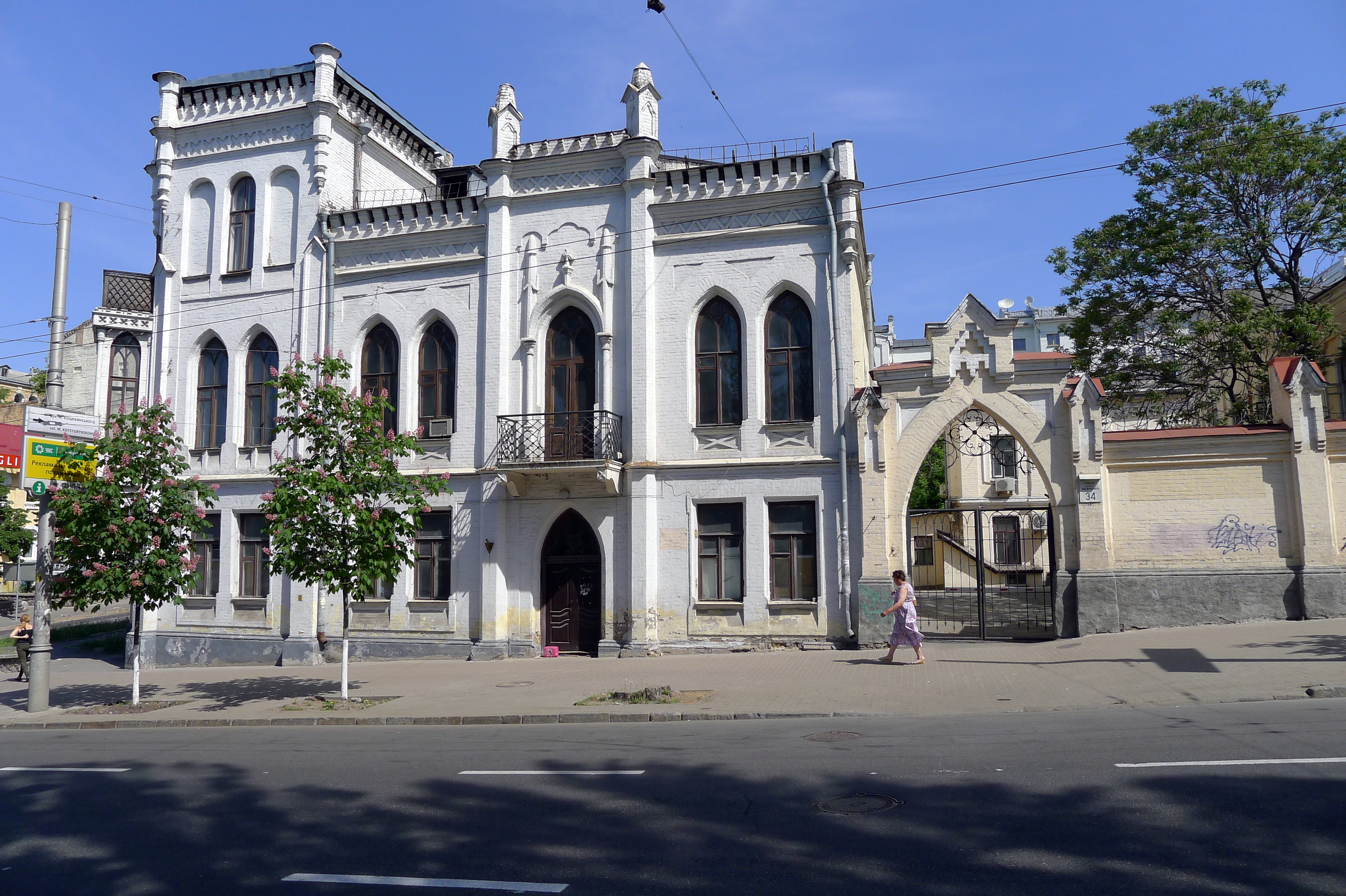
Особняк И. Н. Терещенко в Киеве, вид с бульвара Тараса Шевченко

Особняк построен в стиле викторианской неоготики.
Здание имеет два фасада. Угол дома акцентирован башней, в которой находится два балкона. Примечательно, что автор здания использовал на каждом из этажей разные виды окон: стандартные на первом этаже, готические (стрельчатые) — на втором и арочные — на третьем.
Угловая башня здания на втором и третьем этажах имеет небольшие балкончики. Балкон также имеется в той части здания, которая выходит на бульвар Тараса Шевченко.
Особенность здания — украшающие фасад пилястры, которые заканчиваются небольшими башенками. Пилястры визуально разделяют фасад дома на равные части по числу оконных проёмов, задавая своеобразный «шаг»: два окна — башенка — два окна.
Фасады здания оканчиваются, как и подобает замку, небольшими зубцами (как на крепостной стене).
Окончательный архитектурный проект дома проще изначального в части оформления окон на втором этаже: были изменены их очертания, уменьшено количество окон, упрощены декоративные подоконные и надоконные вставки.
Планировка дома была обычной. В доме было три лестницы.